# Улица Некрасова (Владикавказ)
Улица Некрасова — улица в центре Владикавказа, Северная Осетия, Россия. Улица располагается в Иристонском муниципальном округе Владикавказа между улицей Баллаева и проспектом Мира. Начинается от улицы Баллаева. Улицу Некрасова пересекает улица Миллера.

## История
Улица названа в честь русского поэта Николая Некрасова.
Улица образовалась в начале XIX века и впервые была отмечена как улица Графская на карте «Кавказского края», которая издавалась в 60 — 70-е годы XIX века. Упоминается под этим же названием в Перечне улиц, площадей и переулков от 1911 года.
25 октября 1922 года решением заседания Исполкома Владикавказского Городского Совета рабочих, крестьянских и красноармейских депутатов была переименована в улицу Николая Гикало — советского и партийного деятеля.
5 марта 1938 года улица Гикало была переименована в улицу Некрасова.

## Объекты
Объекты культурного наследия
- д. 1/ Баллаева, 10 — памятник истории. Дом, в котором жил известный педагог и журналист, издатель, автор осетинского букваря Алмахсид Адильгиреевич Кануков[5];
- 5/ Миллера, 10 — памятник истории. В этом доме в 1961—1971 гг. жил и умер участник борьбы за Советскую власть Максим Борисович Блиев[5].